# Euxoa deserticola
Euxoa deserticola är en fjärilsart som beskrevs av Igor Kozhanchikov 1937. Euxoa deserticola ingår i släktet Euxoa och familjen nattflyn. Inga underarter finns listade i Catalogue of Life.